# قزقاپان، پیرانشهر
قزقاپان، روستایی است از توابع بخش مرکزی و در شهرستان پیرانشهر استان آذربایجان غربی ایران.

## جمعیت
این روستا در دهستان پیران قرار داشته و بر اساس سرشماری سال ۱۳۸۵ جمعیت آن ۲۲۹ نفر (۳۴ خانوار)
بوده‌است.